# Тростянецкая поселковая община
Тростянецкая поселковая община (укр. Тростянецька селищна територіальна громада) - территориальная община на Украине, в Гайсинском районе Винницкой области. Административный центр - пгт Тростянец.

Площадь общины – 80,01 км², население – 8331 человек (2018).

## История
Образована 6 февраля 2018 путем объединения Тростянецкого поселкового совета и Демидовского сельского совета Тростянецкого района.
12 июня 2020 года указом Кабинета министров Украины Тростянецкая поселковая община образована в составе Тростянецкой поселкового и Будовского, Глубочанского, Гордеевского, Демидовского, Ильяшевского, Капустянского, Летковского, Александровского, Оляницкого, Савинтицкого сельских советов Тростянецкого района.

## Населенные пункты
В состав общины входят 27 населенных пунктов - 7 поселков и 20 сел.

### Поселки
- Тростянец
- Глубочанское
- Демковское
- Должок
- Дубина
- Зеленый Должок
- Ладыжинское

### Села
- Буды
- Великая Стратиевка
- Глубочок
- Гордеевка
- Демидовка
- Китайгород
- Красногорка
- Летковка
- Митковка
- Александровка
- Оляница
- Подлесное
- Савинцы
- Севериновка
- Скибинцы
- Тростянчик
- Четвертиновка